# Liste der Preisträger des Grammy Hall of Fame Awards (E–I)
Diese Liste führt die Preisträger des Grammy Hall of Fame Awards mit den Anfangsbuchstaben E–I auf.
| Titel                                                       | Preisträger | Musiklabel                  | Jahr der Veröffentlichung | Genre            | Format | Jahr der Preisverleihung |
| ----------------------------------------------------------- | --- | --------------------------- | ------------------------- | ---------------- | ------ | ------------------------ |
| „Early Autumn“                                              | Woody Herman & his Orchestra | Capitol                     | 1949                      | Jazz             | Single | 2000                     |
| „Earth Angel (Will You Be Mine)“                            | The Penguins | Dootone                     | 1954                      | Doo-Wop          | Single | 1998                     |
| „East-West“                                                 | The Paul Butterfield Blues Band | Elektra                     | 1966                      | Blues            | Single | 1999                     |
| Eat a Peach                                                 | Allman Brothers Band | Capricorn                   | 1972                      | Rock, Blues      | Album  | 2020                     |
| „Eight Miles High“                                          | The Byrds | Columbia Records            | 1966                      | Psychedelic Rock | Single | 1999                     |
| „El Día que me Quieras“                                     | Carlos Gardel | Paramount Records           | 1935                      | Tango            | Single | 2013                     |
| „El Paso“                                                   | Marty Robbins | Columbia Records            | 1959                      | Country          | Single | 1998                     |
| „Eleanor Rigby“                                             | The Beatles | Parlophone                  | 1966                      | Baroque Pop      | Single | 2002                     |
| Electric Ladyland                                           | Jimi Hendrix | Reprise                     | 1968                      | Rock             | Album  | 1999                     |
| Elgar: Violin Concerto                                      | Yehudi Menuhin mit dem London Symphony Orchestra dirigiert von Sir Edward Elgar                                                         | His Master’s Voice          | 1932                      | Classical        | Album  | 2007                     |
| Ella and Basie!                                             | Ella Fitzgerald und Count Basie mit Count Basie Orchestra                                                                               | Verve                       | 1963                      | Jazz             | Album  | 2010                     |
| Ella and Louis                                              | Ella Fitzgerald und Louis Armstrong | Verve                       | 1956                      | Vocal Jazz       | Album  | 2016                     |
| Ella Fitzgerald Sings the Cole Porter Song Book             | Ella Fitzgerald | Verve                       | 1956                      | Jazz             | Album  | 2000                     |
| Ella Fitzgerald Sings the George and Ira Gershwin Song Book | Ella Fitzgerald | Verve                       | 1959                      | Jazz             | Album  | 2019                     |
| Ella Fitzgerald Sings the Rodgers & Hart Song Book          | Ella Fitzgerald | Verve                       | 1957                      | Jazz             | Album  | 1999                     |
| Ella in Berlin: Mack the Knife                              | Ella Fitzgerald | Verve                       | 1960                      | Vocal Jazz       | Album  | 1999                     |
| Ellington at Newport                                        | Duke Ellington & his Orchestra | Columbia Records            | 1956                      | Jazz             | Album  | 2004                     |
| Elton John                                                  | Elton John | DJM                         | 1970                      | Rock             | Album  | 2012                     |
| „Embraceable You“                                           | Billie Holiday | Commodore                   | 1944                      | Jazz             | Single | 2005                     |
| „Empty Bed Blues“                                           | Bessie Smith | Columbia Records            | 1928                      | Blues            | Single | 1983                     |
| „Everybody Loves Somebody“                                  | Dean Martin | Reprise                     | 1964                      | Traditional Pop  | Single | 1999                     |
| „Everybody's Talkin’“                                       | Harry Nilsson | RCA Victor                  | 1968                      | Pop              | Single | 1999                     |
| „Everyday (I Have the Blues)“                               | Count Basie & his Orchestra (mit Joe Williams)                                                                                          | Clef                        | 1955                      | Jazz             | Single | 1992                     |
| „Every Day I Have the Blues“                                | B.B. King | RPM                         | 1955                      | Blues            | Single | 2004                     |
| Exile on Main St.                                           | The Rolling Stones | Rolling Stones              | 1972                      | Rock             | Album  | 2012                     |
| Exodus                                                      | Bob Marley and the Wailers | Island                      | 1977                      | Reggae           | Album  | 2006                     |
| The Far East Suite                                          | Duke Ellington and His Orchestra | RCA                         | 1967                      | Jazz             | Album  | 1999                     |
| „Fascinating Rhythm“                                        | Fred Astaire & Adele Astaire featuring George Gershwin                                                                                  | English Columbia            | 1926                      | Pop              | Single | 2006                     |
| „The Fat Man“                                               | Fats Domino | Imperial                    | 1949                      | Rock & Roll      | Single | 2016                     |
| Favorite Gospel Songs and Spirituals                        | The Blackwood Brothers | RCA Victor                  | 1952                      | Gospel           | Album  | 1999                     |
| „Feliz Navidad“                                             | Jose Feliciano | RCA                         | 1970                      | Latin Pop        | Single | 2010                     |
| Fiddler on the Roof Original Broadway Cast Album            | Besetzung: Zero Mostel, Joanna Merlin, Julia Migenes, Maria Karnilova, Bert Convy, Michael Granger, Tanya Everett etc.                  | RCA Victor                  | 1964                      | Musical Show     | Album  | 1998                     |
| „Fight the Power“                                           | Public Enemy | Motown                      | 1989                      | Hip-Hop          | Single | 2018                     |
| Finian's Rainbow Original Broadway Cast Recording           | Besetzung: Ella Logan, Donald Richards, David Wayne etc.                                                                                | Columbia Records            | 1947                      | Musical Show     | Album  | 1998                     |
| „Fire and Rain“                                             | James Taylor | Warner Bros.                | 1970                      | Folk Rock        | Single | 1998                     |
| First Take                                                  | Roberta Flack | Atlantic                    | 1969                      | Vocal Jazz       | Album  | 2016                     |
| „Fixin’ to Die Blues“                                       | Bukka White | Okeh                        | 1940                      | Blues            | Single | 2012                     |
| „Flash Light“                                               | Parliament | Casablanca                  | 1978                      | Funk             | Single | 2018                     |
| Fleetwood Mac                                               | Fleetwood Mac | Reprise                     | 1975                      | Soft Rock        | Album  | 2016                     |
| „Flying Home“                                               | Lionel Hampton & his Orchestra | Decca                       | 1942                      | Jazz             | Single | 1996                     |
| Focus                                                       | Stan Getz | Verve                       | 1961                      | Jazz             | Album  | 1999                     |
| Foggy Mountain Banjo                                        | Lester Flatt & Earl Scruggs mit Foggy Mountain Boys                                                                                     | Columbia Records            | 1961                      | Bluegrass        | Album  | 2013                     |
| „Foggy Mountain Breakdown“                                  | Lester Flatt & Earl Scruggs mit Foggy Mountain Boys                                                                                     | Mercury                     | 1949                      | Bluegrass        | Single | 2001                     |
| Foggy Mountain Jamboree                                     | Lester Flatt & Earl Scruggs | Columbia Records            | 1957                      | Bluegrass        | Album  | 2012                     |
| „Folsom Prison Blues“                                       | Johnny Cash | Sun                         | 1955                      | Rockabilly       | Single | 2001                     |
| „For Dancers Only“                                          | Jimmie Lunceford & his Orchestra | Decca                       | 1937                      | Jazz             | Single | 1999                     |
| „For Me and My Gal“                                         | Judy Garland und Gene Kelly | Decca                       | 1942                      | Pop              | Single | 2010                     |
| „For Once in My Life“                                       | Stevie Wonder | Tamla                       | 1968                      | Soul             | Single | 2009                     |
| „For the Love of Money“                                     | The O’Jays | Philadelphia International  | 1973                      | R&B              | Single | 2016                     |
| „For What It’s Worth“                                       | Buffalo Springfield | Atco                        | 1967                      | Rock             | Single | 2000                     |
| Forever Changes                                             | Love | Elektra                     | 1967                      | Folk Rock        | Album  | 2008                     |
| „Fortunate Son“                                             | Creedence Clearwater Revival | Fantasy                     | 1969                      | Rock             | Single | 2014                     |
| „Four Brothers“                                             | Woody Herman & his Orchestra | Columbia Records            | 1947                      | Jazz             | Single | 1984                     |
| Frampton Comes Alive!                                       | Peter Frampton | A&M                         | 1976                      | Rock             | Album  | 2020                     |
| Francis Albert Sinatra & Antonio Carlos Jobim               | Frank Sinatra & Antonio Carlos Jobim | Reprise                     | 1967                      | Jazz             | Album  | 2019                     |
| Frank Sinatra Sings for Only the Lonely                     | Frank Sinatra | Capitol                     | 1958                      | Vocal Jazz       | Album  | 1999                     |
| „Frankie and Johnny“                                        | Mississippi John Hurt | Okeh                        | 1928                      | Folk             | Single | 2011                     |
| Freak Out!                                                  | The Mothers of Invention | Verve                       | 1967                      | Rock             | Album  | 1999                     |
| „Free Bird“                                                 | Lynyrd Skynyrd | MCA                         | 1973                      | Rock             | Single | 2008                     |
| „Freight Train“                                             | Elizabeth Cotten | Folkways                    | 1958                      | Folk             | Single | 2021                     |
| „Frenesi“                                                   | Artie Shaw & his Orchestra | Victor                      | 1940                      | Jazz             | Single | 2000                     |
| Full Moon Fever                                             | Tom Petty | MCA                         | 1989                      | Rock             | Album  | 2019                     |
| Funny Girl Original Broadway Cast Album                     | Besetzung: Barbra Streisand, Sydney Chaplin, Kay Medford, Jean Stapleton, Danny Meehan etc.                                             | Capitol                     | 1964                      | Musical Show     | Album  | 2004                     |
| Gade: „Jalousie 'Tango Tzigane’“                            | Boston Pops Orchestra dirigiert von Arthur Fiedler                                                                                      | Victor                      | 1935                      | Classical        | Single | 2008                     |
| „The Gambler“                                               | Kenny Rogers | United Artists              | 1978                      | Country, Rock    | Single | 2021                     |
| The Genius of Art Tatum, Vols. 1–13                         | Art Tatum | Clef                        | 1953–1954                 | Jazz             | Album  | 1978                     |
| Genius of Modern Music: Volume 1                            | Thelonious Monk | Blue Note                   | 1951                      | Jazz             | Album  | 2003                     |
| Genius of Modern Music: Volume 2                            | Thelonious Monk | Blue Note                   | 1952                      | Jazz             | Album  | 2003                     |
| The Genius of Ray Charles                                   | Ray Charles | Atlantic                    | 1959                      | R&B              | Album  | 1997                     |
| Genius + Soul = Jazz                                        | Ray Charles | Impulse                     | 1961                      | Jazz             | Album  | 2011                     |
| „Gentle on My Mind“                                         | Glen Campbell | Capitol                     | 1967                      | Country          | Single | 2008                     |
| „Georgia on My Mind“                                        | Hoagy Carmichael & his Orchestra (mit Bix Beiderbecke auf dem Kornett)                                                                  | Victor                      | 1930                      | Jazz             | Single | 2014                     |
| „Georgia on My Mind“                                        | Ray Charles | ABC                         | 1960                      | Soul             | Single | 1993                     |
| „Gershwin: An American in Paris“                            | George Gershwin mit dem Victor Symphony Orchestra dirigiert von Nathaniel Shilkret                                                      | RCA Victor                  | 1929                      | Jazz             | Single | 1997                     |
| Gershwin: Porgy and Bess Highlights, Volumes 1 and 2        | Originalbesetzung and Broadway-Besetzung (Todd Duncan, Anne Brown)                                                                      | Decca                       | 1940–1942                 | Opera            | Album  | 1990                     |
| Gershwin: Porgy and Bess (Complete Opera)                   | Besetzung: Lawrence Winters, Camilla Williams, Avon Long, Warren Coleman, Inez Matthews, June McMechen etc.                             | Columbia Records            | 1951                      | Opera            | Album  | 1976                     |
| „Gershwin: Rhapsody in Blue“                                | George Gershwin mit Paul Whiteman & his Orchestra                                                                                       | Victor                      | 1924                      | Jazz             | Single | 1974                     |
| Gershwin: Rhapsody in Blue                                  | Oscar Levant mit dem Philadelphia Orchestra dirigiert von Eugene Ormandy                                                                | Columbia Records            | 1945                      | Classical        | Album  | 1990                     |
| „Get Up (I Feel Like Being a) Sex Machine“                  | James Brown | King                        | 1970                      | Funk             | Single | 2014                     |
| „Get Up, Stand Up“                                          | Bob Marley and the Wailers | Tuff Gong                   | 1973                      | Reggae           | Single | 1999                     |
| „(Get Your Kicks On) Route 66“                              | The King Cole Trio | Capitol                     | 1946                      | R&B              | Single | 2002                     |
| Getz/Gilberto                                               | Stan Getz und João Gilberto | Verve                       | 1964                      | Jazz             | Album  | 1999                     |
| Giant Steps                                                 | John Coltrane | Atlantic                    | 1960                      | Jazz             | Album  | 2001                     |
| Gigi: Motion Picture Soundtrack                             | Besetzung: Betty Wand, Leslie Caron, Maurice Chevalier, Louis Jourdan, Hermione Gingold, John Abbott etc.                               | MGM                         | 1958                      | Soundtrack       | Album  | 1998                     |
| „Gimme Some Lovin’“                                         | Spencer Davis Group | United Artists              | 1966                      | Blue-Eyed Soul   | Single | 1999                     |
| „The Girl from Ipanema“                                     | Stan Getz und Astrud Gilberto | Verve                       | 1964                      | Bossa Nova       | Single | 2000                     |
| „Give My Regards to Broadway“                               | Billy Murray | Columbia Records            | 1905                      | Musical theatre  | Single | 2008                     |
| „Gloria“                                                    | Them | Parrot                      | 1964                      | Garage Rock      | Single | 1999                     |
| „God Bless America“                                         | Kate Smith | Victor                      | 1938                      | Gospel           | Single | 1982                     |
| „God Bless the Child“                                       | Billie Holiday | Okeh                        | 1941                      | Jazz             | Single | 1976                     |
| Golden Jubilee Concert: Rachmaninoff Concerto No. 3         | Vladimir Horowitz with Eugene Ormandy cond. New York Philharmonic Orchestra                                                             | RCA Red Seal                | 1978                      | Klassische Musik | Album  | 2004                     |
| „Goldfinger“                                                | Shirley Bassey | Columbia Records            | 1964                      | Soundtrack       | Single | 2008                     |
| Gone with the Wind Film Soundtrack                          | Orchester dirigiert von Max Steiner | MGM                         | 1939                      | Soundtrack       | Album  | 2006                     |
| „Good Rocking Tonight“                                      | Wynonie Harris | King                        | 1948                      | Jump Blues       | Single | 2009                     |
| The Good, the Bad, and the Ugly                             | Ennio Morricone | Capitol                     | 1966                      | Classical        | Album  | 2009                     |
| „Good Vibrations“                                           | The Beach Boys | Capitol                     | 1966                      | Pop              | Single | 1994                     |
| Goodbye Yellow Brick Road                                   | Elton John | DJM                         | 1973                      | Pop-Rock         | Album  | 2003                     |
| „Goodnight Irene“                                           | Gordon Jenkins and his Orchestra und The Weavers                                                                                        | Decca                       | 1950                      | Folk             | Single | 2006                     |
| „Goodnight Irene“                                           | Huddie „Lead Belly“ Ledbetter | Library of Congress         | 1936                      | Folk             | Single | 2002                     |
| „Got My Mojo Workin’“                                       | Muddy Waters | Chess                       | 1957                      | Blues            | Single | 1999                     |
| Graceland                                                   | Paul Simon | Warner Bros.                | 1986                      | Worldbeat        | Album  | 2012                     |
| „Grazing in the Grass“                                      | Hugh Masekela | Uni                         | 1968                      | Jazz             | Single | 2018                     |
| „Great Balls of Fire“                                       | Jerry Lee Lewis | Sun                         | 1957                      | Rock & Roll      | Single | 1998                     |
| „The Great Pretender“                                       | The Platters | Mercury                     | 1956                      | R&B              | Single | 2002                     |
| „The Great Speckled Bird“                                   | Roy Acuff mit den Crazy Tennesseans | Vocalion                    | 1936                      | Gospel           | Single | 2009                     |
| „Green Onions“                                              | Booker T. & the M.G.’s | Stax                        | 1962                      | R&B              | Single | 1999                     |
| Greetings from Asbury Park, N.J.                            | Bruce Springsteen | Columbia                    | 1973                      | Rock             | Album  | 2021                     |
| „Groovin’“                                                  | The Young Rascals | Atlantic                    | 1967                      | Blue-Eyed Soul   | Single | 1999                     |
| Guys and Dolls: Original Broadway Cast Album                | Besetzung: Robert Alda, Vivian Blaine, Isabel Bigley, Stubby Kaye, Sam Levene etc.                                                      | Decca                       | 1950                      | Musical Show     | Album  | 1998                     |
| Gypsy: Original Broadway Cast Album                         | Besetzung: Ethel Merman, Sandra Church, Jack Klugman, Lane Bradbury etc.                                                                | Columbia Records            | 1959                      | Musical Show     | Album  | 1998                     |
| Hair                                                        | Besetzung: Gerome Ragni, James Rado, Ronnie Dyson, Melba Moore, Lynn Kellogg etc.                                                       | RCA Victor                  | 1968                      | Musical show     | Album  | 2006                     |
| „Hallelujah“                                                | Leonard Cohen | Columbia                    | 1984                      | Pop, Folk        | Single | 2019                     |
| „Happy Days Are Here Again“                                 | Ben Selvin & his Orchestra (Lieder gesungen von Annette Hanshaw)                                                                        | Columbia Records            | 1930                      | Pop              | Single | 2007                     |
| „Happy Together“                                            | The Turtles | White Whale                 | 1967                      | Pop              | Single | 2007                     |
| „Happy Trails“                                              | Roy Rogers und Dale Evans (mit The Whippoorwills)                                                                                       | RCA Victor                  | 1951                      | Country          | Single | 2009                     |
| A Hard Day's Night                                          | The Beatles | Parlophone                  | 1964                      | Rock             | Album  | 2000                     |
| The Harder They Come                                        | Jimmy Cliff und verschiedene Künstler                                                                                                   | Island                      | 1972                      | Rocksteady       | Album  | 2008                     |
| „Harper Valley P.T.A.“                                      | Jeannie C. Riley | Plantation                  | 1968                      | Pop, Country     | Single | 2019                     |
| Harvest                                                     | Neil Young | Reprise                     | 1972                      | Rock             | Album  | 2015                     |
| „He Stopped Loving Her Today“                               | George Jones | Epic                        | 1980                      | Country          | Single | 2007                     |
| Head Hunters                                                | Herbie Hancock | Columbia Records            | 1973                      | Jazz-Funk        | Album  | 2009                     |
| Heart Like a Wheel                                          | Linda Ronstadt | Capitol                     | 1974                      | Country-Rock     | Album  | 2018                     |
| „Heart of Glass“                                            | Blondie | Chrysalis                   | 1978                      | Disco            | Single | 2016                     |
| „Heartbreak Hotel“                                          | Elvis Presley | RCA Victor                  | 1956                      | Rock & Roll      | Single | 1995                     |
| Heavy Weather                                               | Weather Report | Columbia Records            | 1977                      | Jazz fusion      | Album  | 2011                     |
| „Heebie Jeebies“                                            | Louis Armstrong and His Hot Five | Okeh                        | 1926                      | Jazz             | Single | 1999                     |
| „He’ll Have to Go“                                          | Jim Reeves | RCA                         | 1959                      | Country          | Single | 1999                     |
| „Hello Darlin’“                                             | Conway Twitty | Decca                       | 1970                      | Country          | Single | 1999                     |
| „Hello, Dolly!“                                             | Louis Armstrong | Kapp                        | 1964                      | Pop              | Single | 2001                     |
| Hello, Dolly! Original Broadway Cast Recording              | Besetzung: Carol Channing, David Burns, Charles Nelson Reilly, Eileen Brennan, Alice Playten, Igors Gavon, Jerry Dodge, Sondra Lee etc. | RCA Victor                  | 1964                      | Musical Show     | Album  | 2002                     |
| „Hello Walls“                                               | Faron Young | Capitol                     | 1961                      | Country          | Single | 2000                     |
| „Help!“                                                     | The Beatles | Parlophone                  | 1965                      | Folk Rock        | Single | 2008                     |
| „Help Me Make It Through the Night“                         | Sammi Smith | Mega Records                | 1970                      | Country          | Single | 1998                     |
| „(Hep-Hep!) The Jumpin’ Jive“                               | Cab Calloway and His Orchestra | Vocalion                    | 1939                      | Swing            | Single | 2017                     |
| Herb Alpert Presents Sergio Mendes & Brasil '66             | Sergio Mendes & Brasil '66 | A&M                         | 1966                      | Bossa Nova       | Album  | 2012                     |
| Here’s Little Richard                                       | Little Richard | Specialty                   | 1957                      | Rock & Roll      | Album  | 2013                     |
| „He’s a Rebel“                                              | Der Musikgruppe The Crystals zugeschrieben, interpretiert von: The Blossoms                                                             | Philles                     | 1962                      | Rock & Roll      | Single | 2004                     |
| „He’s Got the Whole World in His Hands“                     | Marian Anderson | His Master’s Voice          | 1958                      | Negro Spiritual  | Single | 2008                     |
| „Hey, Good Lookin’“                                         | Hank Williams | MGM                         | 1951                      | Rockabilly       | Single | 2001                     |
| „Hey Jude“                                                  | The Beatles | Apple                       | 1968                      | Rock             | Single | 2001                     |
| „Hey There“                                                 | Rosemary Clooney | Columbia Records            | 1954                      | Traditional Pop  | Single | 1999                     |
| „Hide Away“                                                 | Freddy King | Federal                     | 1961                      | Blues            | Single | 1999                     |
| Highway 61 Revisited                                        | Bob Dylan | Columbia Records            | 1965                      | Rock             | Album  | 2002                     |
| „His Eye Is on the Sparrow“                                 | Mahalia Jackson | Columbia Records            | 1958                      | Gospel           | Single | 2010                     |
| The Hi-Lo's and All That Jazz                               | The Hi-Lo’s | Columbia Records            | 1958                      | Jazz             | Album  | 1998                     |
| „Hit the Road Jack“                                         | Ray Charles mit The Raelettes und Margie Hendricks                                                                                      | ABC                         | 1961                      | Jazz             | Single | 2013                     |
| „Holiday for Strings“                                       | David Rose | RCA Victor                  | 1942                      | Classical        | Single | 2004                     |
| „Honeysuckle Rose“                                          | Fats Waller | Victor                      | 1934                      | Jazz             | Single | 1999                     |
| „Honky Tonk (Parts 1 and 2)“                                | Bill Doggett | King                        | 1956                      | R&B              | Single | 1998                     |
| „Honky Tonk Women“                                          | The Rolling Stones | London                      | 1969                      | Rock             | Single | 2014                     |
| „Honky Tonkin’“                                             | Hank Williams | MGM                         | 1948                      | Country          | Single | 2015                     |
| Hoodoo Man Blues                                            | Junior Wells & his Chicago Blues Band                                                                                                   | Delmark                     | 1965                      | Blues            | Album  | 2008                     |
| Horowitz at Carnegie Hall: An Historic Return               | Vladimir Horowitz | Columbia Records            | 1965                      | Classical        | Album  | 2002                     |
| Horses                                                      | Patti Smith | Arista                      | 1975                      | Rock             | Album  | 2021                     |
| „Hotel California“                                          | Eagles | Asylum                      | 1976                      | Soft Rock        | Single | 2003                     |
| „Hound Dog“                                                 | Elvis Presley | RCA                         | 1956                      | Rock & Roll      | Single | 1988                     |
| „Hound Dog“                                                 | Big Mama Thornton | Peacock                     | 1953                      | Blues            | Single | 2013                     |
| Hot Buttered Soul                                           | Isaac Hayes | Enterprise                  | 1969                      | Soul             | Album  | 2021                     |
| „The House I Live In“                                       | Frank Sinatra | Columbia Records            | 1945                      | Soundtrack       | Single | 1998                     |
| „The House of the Rising Sun“                               | The Animals | Columbia Graphophone        | 1964                      | Rock             | Single | 1999                     |
| „How Can a Poor Man Stand Such Times and Live“              | Blind Alfred Reed | Victor                      | 1930                      | Country          | Single | 2020                     |
| „How High the Moon“                                         | Ella Fitzgerald | Verve                       | 1960                      | Vocal Jazz       | Single | 2002                     |
| „How High the Moon“                                         | Les Paul und Mary Ford | Capitol                     | 1951                      | Jazz             | Single | 1979                     |
| „How Long, How Long Blues“                                  | Leroy Carr | Vocalion                    | 1928                      | Blues            | Single | 2012                     |
| „I Apologize“                                               | Billy Eckstine | MGM                         | 1951                      | Pop              | Single | 1999                     |
| I Can Hear It Now, Vols. 1–3                                | Edward R. Murrow | Columbia Records            | 1948–1950                 | Spoken Word      | Album  | 1978                     |
| „(I Can’t Get No) Satisfaction“                             | The Rolling Stones | London                      | 1965                      | Rock             | Single | 1998                     |
| „I Can’t Get Started“                                       | Bunny Berigan | Victor                      | 1937                      | Traditional Pop  | Single | 1975                     |
| „I Can’t Help Myself“                                       | Four Tops | Motown                      | 1965                      | Soul             | Single | 2018                     |
| „I Can’t Make You Love Me“                                  | Bonnie Raitt | Capitol                     | 1991                      | Pop              | Single | 2017                     |
| „I Can’t Stop Loving You“                                   | Ray Charles | ABC-Paramount               | 1962                      | R&B              | Single | 2001                     |
| „I Fall to Pieces“                                          | Patsy Cline | Decca                       | 1961                      | Country          | Single | 2001                     |
| „I Feel Like Going Home“                                    | Muddy Waters | Aristocrat                  | 1947                      | Blues            | Single | 2010                     |
| „I Feel Love“                                               | Donna Summer | Casablanca                  | 1977                      | Disco            | Single | 2024                     |
| „I Fought the Law“                                          | The Bobby Fuller Four | Mustang                     | 1965                      | Garage Rock      | Single | 2015                     |
| „I Get Around“                                              | The Beach Boys | Capitol                     | 1964                      | California Sound | Single | 2017                     |
| „I Got You Babe“                                            | Sonny & Cher | Atco                        | 1965                      | Pop              | Single | 2017                     |
| „I Got You (I Feel Good)“                                   | James Brown | King                        | 1965                      | R&B              | Single | 2013                     |
| „I Have a Dream“                                            | Martin Luther King Jr. | 20th Century Fox            | 1963                      | Spoken Word      | Track  | 2012                     |
| „I Heard It Through the Grapevine“                          | Marvin Gaye | Tamla                       | 1968                      | R&B              | Single | 1998                     |
| „I Heard It Through the Grapevine“                          | Gladys Knight & the Pips | Soul                        | 1967                      | R&B              | Single | 2018                     |
| „I Left My Heart in San Francisco“                          | Tony Bennett | Columbia Records            | 1962                      | Traditional Pop  | Single | 1994                     |
| „I Love Rock ’n’ Roll“                                      | Joan Jett mit den Blackhearts | Boardwalk                   | 1981                      | Hard Rock        | Single | 2016                     |
| „(I Love You) For Sentimental Reasons“                      | The King Cole Trio | Capitol                     | 1946                      | Jazz             | Single | 2018                     |
| „I Loves You, Porgy“                                        | Nina Simone | Bethlehem                   | 1958                      | Jazz             | Single | 2000                     |
| „I Miss You So“                                             | The Cats and the Fiddle | Bluebird                    | 1939                      | R&B              | Single | 1999                     |
| I Never Loved a Man the Way I Love You                      | Aretha Franklin | Atlantic                    | 1967                      | Southern Soul    | Album  | 2009                     |
| „I Only Have Eyes for You“                                  | The Flamingos | End                         | 1959                      | Doo-Wop          | Single | 2003                     |
| „I Shot the Sheriff“                                        | Eric Clapton | RSO                         | 1974                      | Soft Rock        | Single | 2003                     |
| I Started Out as a Child                                    | Bill Cosby | Warner Bros.                | 1964                      | Stand-Up Comedy  | Album  | 2012                     |
| „I Walk the Line“                                           | Johnny Cash | Sun                         | 1956                      | Country          | Single | 1998                     |
| „I Wanna Be Loved by You“                                   | Helen Kane | Victor                      | 1928                      | Pop              | Single | 2009                     |
| „I Want to Be a Cowboy’s Sweetheart“                        | Patsy Montana (mit den Prairie Ramblers)                                                                                                | American Record Corporation | 1935                      | Country          | Single | 2007                     |
| „I Want to Hold Your Hand“                                  | The Beatles | Parlophone                  | 1963                      | Pop-Rock         | Single | 1998                     |
| „I Want You Back“                                           | The Jackson 5 | Motown                      | 1969                      | Pop              | Single | 1999                     |
| „I Will Always Love You“                                    | Dolly Parton | RCA Records Nashville       | 1974                      | Country          | Single | 2007                     |
| „I Will Always Love You“                                    | Whitney Houston | Arista                      | 1992                      | Pop              | Single | 2018                     |
| „I Will Survive“                                            | Gloria Gaynor | Polydor                     | 1978                      | Disco            | Single | 2012                     |
| „I Wonder Why“                                              | Dion & the Belmonts | Laurie                      | 1958                      | Rock & Roll      | Single | 1999                     |
| „If I Didn’t Care“                                          | The Ink Spots | Decca                       | 1939                      | R&B              | Single | 1987                     |
| „If You Could See Me Now“                                   | Sarah Vaughan | Musicraft                   | 1946                      | Jazz             | Single | 1998                     |
| „If You’ve Got the Money I’ve Got the Time“                 | Lefty Frizzell | Columbia Records            | 1950                      | Country          | Single | 1999                     |
| „I’ll Be There“                                             | The Jackson 5 | Motown                      | 1970                      | R&B              | Single | 2011                     |
| I’ll Fly Away                                               | The Chuck Wagon Gang | Columbia                    | 1949                      | Folk, Country    | Single | 2020                     |
| „I’ll Never Smile Again“                                    | Tommy Dorsey & his Orchestra (Lieder gesungen von Frank Sinatra und The Pied Pipers)                                                    | Victor                      | 1940                      | Traditional Pop  | Single | 1982                     |
| „I’ll Take You There“                                       | The Staple Singers | Stax                        | 1972                      | R&B              | Single | 1999                     |
| „I’m a King Bee“                                            | Slim Harpo | Excello                     | 1957                      | Blues            | Single | 2008                     |
| „I’m a Man“                                                 | Bo Diddley | Checker                     | 1955                      | Blues            | Single | 2020                     |
| „I’m a Man of Constant Sorrow“                              | The Stanley Brothers & The Clinch Mountain Boys                                                                                         | Columbia                    | 1951                      | Folk             | Single | 2020                     |
| „I’m Getting Sentimental Over You“                          | Tommy Dorsey and His Orchestra | Victor                      | 1936                      | Traditional Pop  | Single | 1998                     |
| „I’m Moving On“                                             | Hank Snow | RCA Victor                  | 1950                      | Country          | Single | 2000                     |
| „I’m So Lonesome I Could Cry“                               | Hank Williams | MGM                         | 1949                      | Country          | Single | 1999                     |
| „I’m Sorry“                                                 | Brenda Lee | Decca                       | 1960                      | Pop              | Single | 1999                     |
| „I’m Walkin’“                                               | Fats Domino | Imperial                    | 1957                      | Rock             | Single | 2019                     |
| „(I’m Your) Hoochie Coochie Man“                            | Muddy Waters | Chess                       | 1954                      | Chicago Blues    | Single | 1998                     |
| „Imagine“                                                   | John Lennon | Apple                       | 1971                      | Soft Rock        | Single | 1999                     |
| „In a Mist“ (Piano Solo)                                    | Bix Beiderbecke | Okeh                        | 1927                      | Jazz             | Single | 1980                     |
| In a Silent Way                                             | Miles Davis | Columbia Records            | 1969                      | Jazz             | Album  | 2001                     |
| „The ’In’ Crowd“                                            | Ramsey Lewis & his Trio | Argo                        | 1965                      | Jazz             | Single | 2009                     |
| „In My Room“                                                | The Beach Boys | Capitol                     | 1963                      | Pop              | Single | 1999                     |
| In San Francisco                                            | The Cannonball Adderley Quintet | Riverside                   | 1959                      | Jazz             | Album  | 1999                     |
| „In the Jailhouse Now“                                      | Jimmie Rodgers | Victor                      | 1928                      | Country          | Single | 2007                     |
| „In the Midnight Hour“                                      | Wilson Pickett | Atlantic                    | 1965                      | R&B              | Single | 1999                     |
| „In the Mood“                                               | Glenn Miller & his Orchestra | Bluebird                    | 1939                      | Swing            | Single | 1983                     |
| In the Right Place                                          | Dr. John | Atco                        | 1973                      | Funk, Soul       | Album  | 2021                     |
| „In the Still of the Night“                                 | The Five Satins | Ember                       | 1956                      | Rock & Roll      | Single | 1998                     |
| In the Wee Small Hours                                      | Frank Sinatra | Capitol                     | 1955                      | Vocal Jazz       | Album  | 1984                     |
| The Incredible Jazz Guitar of Wes Montgomery                | Wes Montgomery | Riverside                   | 1960                      | Jazz             | Album  | 1999                     |
| „Indian Love Call“                                          | Nelson Eddy und Jeanette MacDonald | RCA                         | 1936                      | Soundtrack       | Single | 2008                     |
| Innervisions                                                | Stevie Wonder | Tamla                       | 1973                      | Soul             | Album  | 1999                     |
| „Is That All There Is?“                                     | Peggy Lee | Capitol                     | 1969                      | Pop              | Single | 1999                     |
| „Israelites“                                                | Desmond Dekker (mit den Aces) | Pyramid Records             | 1968                      | Rocksteady       | Single | 2007                     |
| „It Don’t Mean a Thing (If It Ain’t Got That Swing)“        | Duke Ellington & his Famous Orchestra (Lieder gesungen von Ivie Anderson)                                                               | Brunswick                   | 1932                      | Jazz             | Single | 2008                     |
| „It Had to Be You“                                          | Isham Jones & his Orchestra | Warner Bros. Pictures       | 1924                      | Pop              | Single | 2007                     |
| It Takes a Nation of Millions to Hold Us Back               | Public Enemy | Def Jam                     | 1988                      | Rap              | Album  | 2020                     |
| „It Wasn’t God Who Made Honky Tonk Angels“                  | Kitty Wells | Decca                       | 1952                      | Country          | Single | 1998                     |
| „It's a Man’s Man’s Man’s World“                            | James Brown | King                        | 1966                      | R&B              | Single | 2010                     |
| „It’s Not for Me to Say“                                    | Johnny Mathis | Columbia Records            | 1957                      | Traditional Pop  | Single | 2008                     |
| „It’s Too Late“                                             | Carole King | Ode                         | 1971                      | Doo-Wop          | Single | 2003                     |
| „I’ve Been Loving You Too Long“                             | Otis Redding | Atco                        | 1965                      | Soul             | Single | 2011                     |
| „I’ve Got a Tiger By the Tail“                              | Buck Owens | Capitol                     | 1964                      | Country          | Single | 1999                     |
| „I Got a Woman“                                             | Ray Charles | Atlantic                    | 1954                      | R&B              | Single | 1990                     |
| „I’ve Got the World on a String“                            | Frank Sinatra | Capitol                     | 1953                      | Vocal Jazz       | Single | 2004                     |
| „I’ve Got You Under My Skin“                                | Frank Sinatra | Capitol                     | 1956                      | Traditional Pop  | Single | 1998                     |
| Ives: Symphony No. 2                                        | New York Philharmonic dirigiert von Leonard Bernstein                                                                                   | Columbia Records            | 1958                      | Classical        | Album  | 2008                     |